# Impatiens tongbiguanensis
Impatiens tongbiguanensis là một loài thực vật có hoa trong họ Bóng nước. Loài này được S. Akiyama & H. Ohba mô tả khoa học đầu tiên năm 1995.